# McLaren Senna
McLaren Senna är en sportbil som den brittiska biltillverkaren McLaren Automotive introducerade på Genèvesalongen 2018.
Bilen är uppkallad efter Ayrton Senna som tävlade för McLaren i formel 1 under fem säsonger och blev världsmästare tre gånger mellan 1988 och 1991. Modellen är avsedd för både racerbana och landsvägstrafik. Den bygger på McLaren 720S men är 220 kg lättare och har starkare motor. McLaren planerar att bygga 500 bilar och alla är redan sålda.